# Fulenbach
Fulenbach es una comuna suiza del cantón de Soleura, situada en el distrito de Olten. Limita al norte con las comunas de Neuendorf, Härkingen, Gunzgen y Boningen, al este y al sur con Murgenthal (AG), y al oeste con Wolfwil.

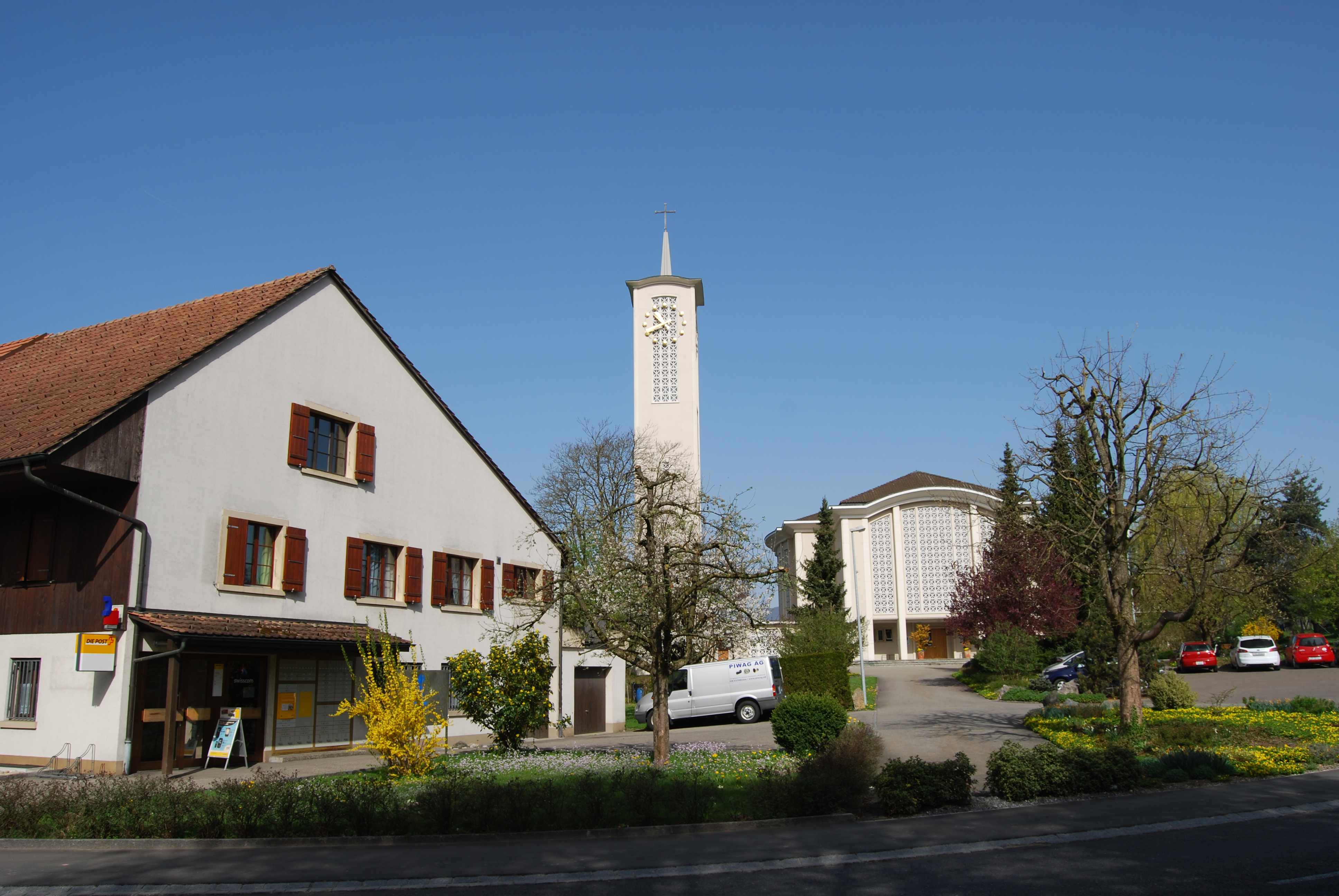
Fulenbach